# Edizioni musicali Ariston
Le Edizioni musicali Ariston sono state una delle più note e delle più importanti case di edizioni musicali italiane, facente parte del gruppo Ariston Edizioni Discografiche e Musicali s.r.l.; hanno pubblicato più di seimila canzoni, e di queste circa 250 sono diventate dei grandi successi internazionali.

## Storia delle Edizioni Musicali Ariston

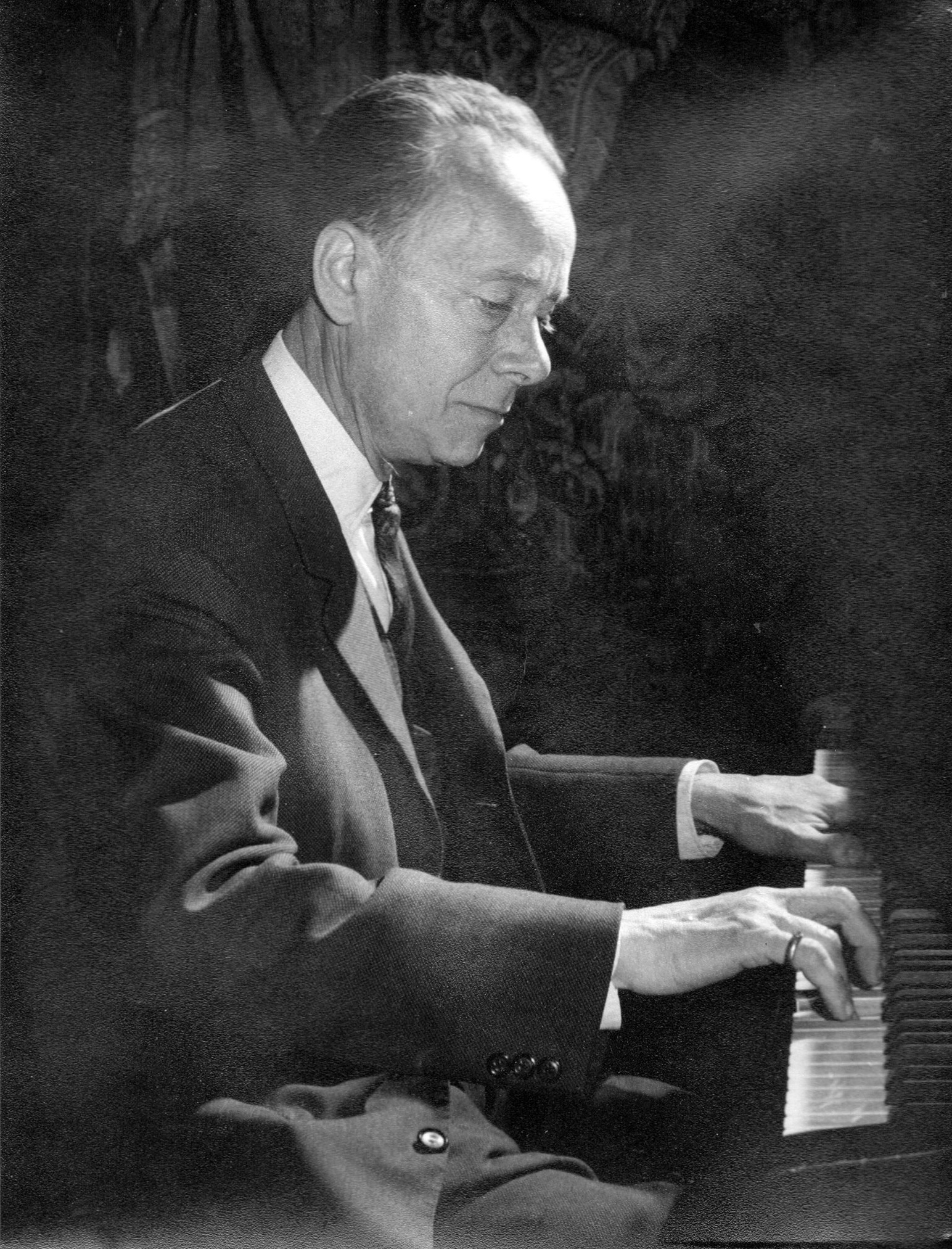
Alfredo Rossi (foto del 1988, gentilmente concessa da Alfredo Rossi)

Le Edizioni musicali Ariston furono fondate nel 1949 da Alfredo Rossi, da suo fratello, il noto compositore Carlo Alberto Rossi e da Ladislao Sugar, editore di origine ungherese di grandi capacità imprenditoriali.
Per il nome utilizzarono una parola greca sconosciuta fino a quel momento al mondo commerciale (dimostrando grande amore per la lingua greca antica), senza nessuna relazione con l'omonima azienda di elettrodomestici.
Dopo poco tempo Sugar abbandona la Ariston per rilevare la CGD, e i due fratelli continuano da soli l'attività.
Tra i compositori di cui hanno l'esclusiva ricordiamo Armando Trovajoli, Piero Piccioni, Gianni Ferrio, Franco Pisano, Bruno Canfora, Lelio Luttazzi, Gigi Cichellero, Gino Mescoli, Pino Spotti, Bruno Zambrini, Fiorenzo Carpi, Armando Romeo, Ugo Calise.

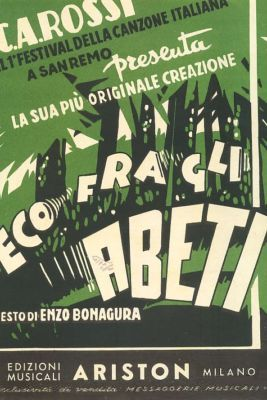
Spartito della canzone "Eco fra gli abeti", delle edizioni Ariston (1950)

In breve tempo Alfredo prende in mano le redini dell'azienda, e quindi Carlo Alberto nel 1955 lascia la Ariston e fonda la C.A. Rossi Editore, che raccoglie la maggioranza delle sue composizioni; inoltre nel 1958 Carlo Alberto diventa discografico, costituendo la CAR Juke Box s.r.l. (CAR è l'acronimo di Carlo Alberto Rossi).
Alfredo continua l'attività da solo, portando le edizioni musicali Ariston ad un ruolo di leadership nel mondo musicale italiano, con il lancio di nuovi cantautori come Umberto Bindi (scoperto proprio da Rossi), Corrado Lojacono, Gianni Meccia, Bruno Lauzi e molti altri; inoltre molte delle canzoni pubblicate vengono incise anche da artisti stranieri che, in molti casi, le portano al successo mondiale: ricordiamo tra i tanti Caterina Valente, Perry Como, Cilla Black, Tom Jones, Dean Martin, Louis Armstrong, Dalida, Cliff Richard, João Gilberto, e Nat King Cole (che instaura con Alfredo Rossi un buon rapporto di amicizia e che firmerà all'editore una foto con dedica, pur essendo molto restio a fare autografi).

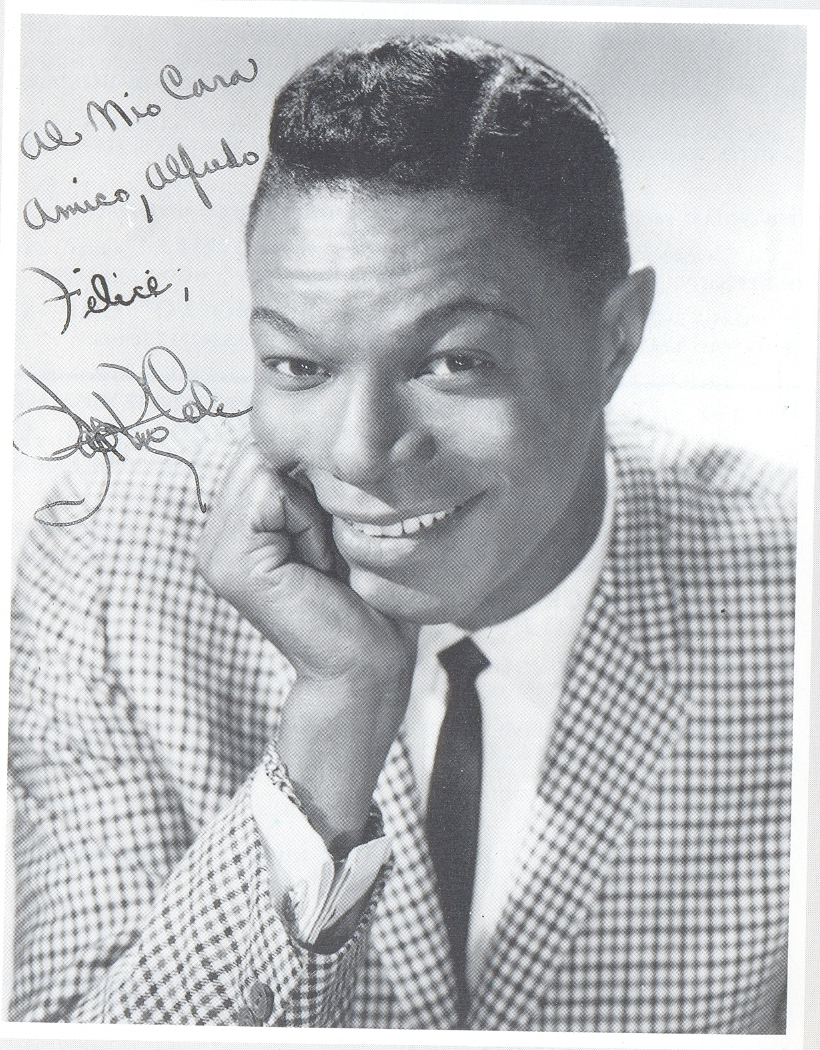
La foto di Nat King Cole autografata con dedica ad Alfredo Rossi, di sua proprietà (gentilmente concessa da Alfredo Rossi)

Rossi fonda poi altre otto nuove società editoriali, facenti capo alla casa leader, operazione questa che consente una presenza più capillare nel mercato: secondo un regolamento dell'epoca, non era consentita la partecipazione al Festival di Sanremo con più di una canzone per casa editrice, ma questa regola poteva essere facilmente aggirata creando nuove edizioni musicali all'interno dello stesso gruppo.
Rossi decide inoltre di affiancare all'attività editoriale anche quella di stampaggio di dischi, dotando la società di una fabbrica di pressaggio dischi con un potenziale di oltre 40.000 unità giornaliere e che lavora per molte etichette.
Grazie a questa struttura, inizia a stampare tramite le edizioni musicali alcune emissioni discografiche sporadiche: un esempio sono "le cartoline che cantano" su etichetta Fonoscope, o il disco inciso da Sergio Endrigo nel 1959 con lo pseudonimo Notarnicola, con due celebri canzoni del repertorio editoriale delle edizioni, Arrivederci e Nuvola per due di Umberto Bindi e Giorgio Calabrese, ma si tratta di iniziative saltuarie e non ancora organizzate come iniziativa imprenditoriale autonoma.

Il disco di Sergio Endrigo inciso con lo pseudonimo "Notarnicola" nel 1959 per le edizioni Ariston

Il passaggio successivo è quindi quello di entrare direttamente nel mondo discografico, e Alfredo Rossi fonda quindi all'inizio del 1964 la Ariston Records, con sede in piazza Pattari 1/3 a Milano, che in breve tempo diviene il supporto discografico per le edizioni musicali ed una delle aziende leader nel mondo discografico, al punto che Carlo Alberto per molti anni si affiderà alla Ariston per la distribuzione della CAR Juke Box.
Dopo l'abbandono dell'attività discografica nel 1989, Alfredo Rossi si occuperà ancora per qualche tempo delle edizioni musicali, per poi cedere (a causa di alcuni problemi di salute) l'intero catalogo alla Universal Music Group.

## Le principali canzoni pubblicate dalla Ariston
| Anno | Titolo                                 | Autori del testo                       | Autori della musica                           | Principali esecutori |
| ---- | -------------------------------------- | -------------------------------------- | --------------------------------------------- | --- |
| 1949 | No jazz!                               | Romero Alvaro                          | Romero Alvaro                                 | Natalino Otto |
| 1949 | Trieste mia                            | Guido Viezzoli                         | Cicero                                        | Luciano Tajoli |
| 1949 | Amarti con gli occhi                   | Giovanna Colombi                       | Carlo Alberto Rossi                           | Teddy Reno |
| 1950 | Eco fra gli abeti                      | Enzo Bonagura                          | Carlo Alberto Rossi                           | Nilla Pizzi e Achille Togliani |
| 1950 | Dimmi un po' Sinatra                   | Tata Giacobetti                        | Vatro                                         | Quartetto Cetra |
| 1952 | C'est la vie                           | Ivar                                   | Gigi Cichellero                               | Fred Buscaglione - Renzo Arbore |
| 1954 | Le tue mani                            | Montano                                | Pino Spotti                                   | Jula de Palma |
| 1955 | Na voce, na chitarra e ‘o poco ‘e luna | Ugo Calise                             | Ugo Calise e Carlo Alberto Rossi              | Ugo Calise |
| 1957 | Amico whisky                           | Alberto Testa                          | Gigi Cichellero                               | Sergio Renda |
| 1958 | Per un bacio d'amor                    | Alberto Testa                          | Corrado Lojacono                              | Corrado Lojacono e Tony Dallara |
| 1958 | Brivido blu                            | Alberto Testa                          | Pino Spotti                                   | Tony Dallara |
| 1959 | Carina                                 | Alberto Testa                          | Corrado Lojacono e R. Poes                    | Corrado Lojacono e Fred Buscaglione |
| 1959 | Arrivederci                            | Giorgio Calabrese                      | Umberto Bindi                                 | Umberto Bindi e Sergio Doria |
| 1959 | I Sing "Ammore"                        | Giorgio Calabrese                      | Pino Massara                                  | Nicola Arigliano |
| 1960 | Ghiaccio bollente                      | Vito Pallavicini                       | Pino Massara                                  | Tony Dallara |
| 1960 | Il nostro concerto                     | Giorgio Calabrese                      | Umberto Bindi                                 | Umberto Bindi, Claudio Baglioni e Orietta Berti |
| 1961 | Prendi una matita                      | Mogol                                  | Pino Massara                                  | Mina |
| 1963 | Grazie prego scusi                     | Mogol                                  | Pino Massara                                  | Adriano Celentano |
| 1963 | Avventura a Casablanca                 | Nisa                                   | Carlo Alberto Rossi                           | Luciano Tajoli, Rosanna Fratello |
| 1964 | 20 km al giorno                        | Mogol                                  | Pino Massara                                  | Nicola Arigliano |
| 1964 | Il mio mondo                           | Gino Paoli                             | Umberto Bindi                                 | Umberto Bindi; tradotta in inglese come You 're my world: Cilla Black, Dionne Warwick, Tom Jones, Helen Reddy; tradotta in francese: Richard Anthony |
| 1964 | Se mi vuoi lasciare                    | Rosario Leva                           | Giampiero Reverberi                           | Michele |
| 1965 | Ritornerai                             | Bruno Lauzi                            | Bruno Lauzi                                   | Bruno Lauzi |
| 1965 | Se tu sapessi                          | Bruno Lauzi                            | Bruno Lauzi                                   | Bruno Lauzi, Franco Battiato |
| 1965 | Il poeta                               | Bruno Lauzi                            | Bruno Lauzi                                   | Bruno Lauzi, Gino Paoli, Mina, Patty Pravo |
| 1965 | Il tuo amore                           | Bruno Lauzi                            | Bruno Lauzi                                   | Bruno Lauzi |
| 1965 | Ti ruberò                              | Bruno Lauzi                            | Bruno Lauzi                                   | Bruno Lauzi |
| 1965 | Di fronte all'amore                    | Silvana Simoni                         | Umberto Bindi                                 | Gianni Mascolo, Dusty Springfield; tradotta in francese come Le temps de comprendre: Richard Anthony                                                 |
| 1967 | La musica è finita                     | Nisa e Franco Califano                 | Umberto Bindi                                 | Ornella Vanoni, Mina, Umberto Bindi, Franco Califano                                                                                                 |
| 1968 | Avevo un cuore                         | Alberto Salerno                        | Franco e Mino Reitano                         | Mino Reitano |
| 1968 | Una chitarra, cento illusioni          | Nisa                                   | Franco e Mino Reitano                         | Mino Reitano |
| 1969 | Non sono Maddalena                     | Vito Pallavicini                       | Giorgio Conte                                 | Rosanna Fratello |
| 1969 | Una ragione di più                     | Luciano Beretta e Ornella Vanoni       | Franco e Mino Reitano                         | Ornella Vanoni |
| 1969 | Irene                                  | Francesco Specchia                     | Italo Salizzato                               | Le Orme |
| 1970 | Il metrò                               | Bruno Lauzi                            | Bruno Lauzi                                   | Enzo Jannacci |
| 1970 | Eternità                               | Giancarlo Bigazzi                      | Claudio Cavallaro                             | Ornella Vanoni, Camaleonti |
| 1971 | Sono una donna, non sono una santa     | Alberto Testa                          | Eros Sciorilli                                | Rosanna Fratello, Squallor |
| 1971 | L'Incertezza                           | Giorgio e Domenico Seren Gay           | Italo Salizzato Franco Zauli e Mario Scrivano | I Flashmen |
| 1971 | Questo è amore                         | Giorgio Seren Gay e Vincenzo Nocera    | Italo Salizzato e Franco Zauli                | gli Uh! |
| 1971 | Il Bene che mi vuoi                    | Domenico Seren Gay e Vincenzo Nocera   | Arbik e Franco Zauli                          | Gli Uh! |
| 1971 | Colore dell'anima                      | Giorgio Seren Gay                      | Italo Salizzato Giuseppe Damele e Mario Mosca | Metamorfosi |
| 1972 | Che barba amore mio                    | Vito Pallavicini                       | Giorgio Conte                                 | Ornella Vanoni |
| 1972 | Ma per colpa di chi                    | Giesegi                                | Italo Salizzato e Franco Zauli                | I Flashmen |
| 1972 | Un pugno di mosche                     | Domenico Seren Gay                     | Arbik e Franco Zauli                          | I Flashmen |
| 1972 | Amo mia madre                          | Domenico Seren Gay                     | Italo Salizzato e Licrate                     | I Flashmen |
| 1972 | Maria                                  | Domenico Seren Gay e Virgilio Riccieri | Italo Salizzato e Franco Zauli                | I Flashmen |
| 1974 | Ammazzate oh!                          | Luciano Rossi                          | Luciano Rossi                                 | Luciano Rossi |
| 1975 | Stasera...che sera!                    | Aldo Stellita                          | Carlo Marrale e Piero Cassano                 | Matia Bazar |
| 1975 | Per un'ora d'amore                     | Aldo Stellita                          | Carlo Marrale e Piero Cassano                 | Matia Bazar |
| 1975 | Bella                                  | Luciano Rossi                          | Luciano Rossi                                 | Luciano Rossi |
| 1976 | Cavallo bianco                         | Aldo Stellita                          | Carlo Marrale e Piero Cassano                 | Matia Bazar |
| 1976 | Se mi lasci non vale                   | Luciano Rossi e Gianni Belfiore        | Luciano Rossi                                 | Julio Iglesias |
| 1976 | Che male fa                            | Aldo Stellita                          | Carlo Marrale e Piero Cassano                 | Matia Bazar, Mina |
| 1976 | Senza parole                           | Luciano Rossi                          | Luciano Rossi                                 | Luciano Rossi |
| 1977 | Solo tu                                | Aldo Stellita                          | Carlo Marrale e Piero Cassano                 | Matia Bazar |
| 1978 | ...e dirsi ciao                        | Aldo Stellita                          | Carlo Marrale e Piero Cassano                 | Matia Bazar |
| 1978 | Mister Mandarino                       | Aldo Stellita                          | Carlo Marrale e Piero Cassano                 | Matia Bazar |
| 1979 | Splendido splendente                   | Donatella Rettore                      | Claudio Rego                                  | Donatella Rettore |
| 1980 | Kobra                                  | Donatella Rettore                      | Claudio Rego                                  | Donatella Rettore |
| 1981 | Donatella                              | Donatella Rettore                      | Claudio Rego                                  | Donatella Rettore |
| 1983 | Vacanze romane                         | Giancarlo Golzi                        | Carlo Marrale                                 | Matia Bazar |
| 1984 | Come si cambia                         | Maurizio Piccoli                       | Renato Pareti                                 | Fiorella Mannoia |
| 1985 | L'aiuola                               | Mogol                                  | Mario Lavezzi                                 | Fiorella Mannoia |
| 1987 | Momento delicato                       | Mogol                                  | Mario Lavezzi                                 | Fiorella Mannoia |
| 1987 | Sorvolando Eilat                       | Mogol                                  | Piero Fabrizi                                 | Fiorella Mannoia |